# Éditions Les 3 orangers
Les 3 orangers sont une maison d'édition française publiant des ouvrages littéraires ou de sciences humaines, basée à Paris, dans le 12e arrondissement.

## Histoire
Créées en novembre 1997, les Éditions Les 3 Orangers ont pour objet de concevoir, d’élaborer et de réaliser toute une gamme d’ouvrages dans les domaines Jeunesse, Histoire, Littérature générale, Documents, Essais et Témoignages, avec prolongements audiovisuels lorsque le thème du livre s’y prête.

## Objectifs culturels
Redonner pleine mesure à la transmission de l’expérience, de l’émotion et du savoir – toutes générations confondues – à travers l’édition de textes, illustrés ou non, propices à un véritable échange esthétique, culturel et intellectuel en prise directe sur le monde.[non neutre]

## Principaux auteurs et ouvrages publiés
- Lord Yehudi Menuhin, Odile Lamourère, Nine Laügt, Gabrielle Lazure, Joëlle Ginoux-Duvivier, Linda Bastide, Gilles Lanneau, Philippe Lamarque, Henri Pigaillem, Daniel Prévost, Patrick Bousquet, Martial Debriffe, Yves Lignon, Jocelyn Morisson, Dr Jean-Pierre Jourdan, Noëlle Dedeyan...
- Deadline, dernière limite, une étude du « phénomène NDE », résultant de 20 ans de recherches du docteur Jean-Pierre Jourdan (vice-président d'IANDS-France).
- Venise mariale, guide artistique et spirituel de Noëlle Dedeyan
- Madame de Polignac et Marie-Antoinette, une amitié fatale de Nathalie Colas des Francs